# Stereolepis doederleini
Stereolepis doederleini  (лат.) — вид лучепёрых рыб семейства полиприоновых (Polyprionidae). Морские придонные рыбы. Распространены в северо-западной части Тихого океана. Максимальная длина тела 200 см. Видовое название присвоено в честь немецкого зоолога Людвига Додерлейна (англ. Ludwig Heinrich Philipp Döderlein, 1855—1936), который первым представил детальное описание и изображение данного вида (под латинским названием Megaperca ischinagi = S. gigas) в 1883 году.

## Описание
Тело массивное, относительно высокое, несколько сжато с боков, покрыто мелкой ктеноидной чешуёй. Высота тела укладывается 3 раза в стандартную длину тела. Голова большая, длина головы укладывается 2,7 раза в длину тела. Затылок, щёки и жаберные крышки покрыты чешуёй; рыло, предглазничные кости и челюсти голые. Рот большой, расположен ниже горизонтальной оси тела; нижняя челюсть немного выдаётся вперёд. Окончание узкой верхней челюсти доходит до вертикали, проходящей через задний край глаза. Мелкие зубы на челюстях, нёбных костях и сошнике расположены полосками. Язык без зубов. Спинной плавник с 11 колючими и 10 мягкими лучами; длина основания колючей части значительно превышает длину основания мягкой части плавника. Колючая и мягкая части спинного плавника разделены выемкой. В анальном плавнике 3 колючих и 8 мягких лучей. Основания мягких частей спинного и анального плавников покрыты чешуёй. Брюшные плавники расположены перед грудными, равны по длине или длиннее грудных.  Хвостовой плавник усеченный или с небольшой выемкой. Боковая линия полная, в ней 57—68 прободённых чешуй. Позвонков: 26, из них 12 туловищных и 14 хвостовых .
Максимальная длина тела 200 см; масса тела — до 84,8 кг.

## Ареал и места обитания
Распространены в субтропических и умеренных водах северо-западной части Тихого океана: Япония, Корея, Россия. Обитают на глубине 400—600 м. Молодь встречается на мелководье.

## Взаимодействие с человеком
Объект спортивной рыбалки. Рекордный экземпляр Stereolepis doederleini массой 101,45 кг был выловлен 24 апреля 2017 года у берегов посёлка Сирахама (Япония).